# وحدة الوجود الطبيعية
وحدة الوجود الطبيعية 
وحدة الوجود الطبيعية، وتعرف باسم وحدة الوجود العلمية أو الوحدوية الطبيعية، وهي مذهب طبيعي وحودي (نسبة لوحدة الوجود) يقوم على توقير الطبيعة والكون والانتماء لهما، وعلى الواقعية والعقلانية واعتماد المنهج العلمي. ويرفض هذا المذهب الاعتقاد بوجود العوالم ما فوق الطبيعية، ما بعد الحياة، القوى والكائنات فوق الطبيعية أيضا.

## التاريخ
تمتلك الوحدوية تاريخا طويلا، ويأتي المصطلح العربي وحدوية للدلالة على التوحد بالوجود لأصل الكلمة المركبة وحدة الوجود. استخدم هذا المصطلح أولا من قبل الإنكليزي جون تولاند الذي فسر «موقف هؤلاء الذين لا يعتقدون بأي كائن خالد عدا الكون». ويعتبر تولاند أول وحدوي طبيعي. الوحدوية الطبيعية هي مصطلح حديث نسبيا، وانتشر من قبل المجموعات الوحدوية على الإنترنت. والمصطلح العربي «وحدوية» جاء اختصارا لمصطلح «وحدة الوجود» المتدوال لترجمة العبارة الإنكليزية Pantheism، من قبل المجموعات العربية الوحدوية الحديثة الولادة. 
تلقت الوجدوية هجمات متكررة عبر التاريخ من قبل المؤسسات الدينية، رغم أن لها أثرا في بعض التوجهات كالصوفية، وكانت الكنيسة الكاثوليكية قد اعتبرتها مذهبا وثنيا في العام 2009 ، وكرر البابا هجومه لها في بيانه في رأس السنة للعام  2010. 

## المعتقدات
أهم معتقدات الوحدوية الطبيعية هو توقير واحترام الطبيعة والكون، كما تظهرهما المناهج العلمية والتأويلات العقلانية للمعلومات الحسية. الوحودية الطبيعة ترفض الاعتقاد بأي اله خالق عدا الطبيعة، بمعنى أن الطبيعة بحد ذاتها هي مصدر وجود كل الكائنات. فالإشارة إلى الاله أو الرب ضمن الوحدوية الطبيعية هو إشارة للعملية المادية الموضوعية أو ببساطة للطبيعة والكون. 
كذلك فإن الوحودية الطبيعية تعتقد بالحقوق الطبيعية، التي تعني ضمان رفاهية الإنسان والكائنات الحية كلها، وتدعو للعناية بالبيئة. وهي ترفض تحديد «الأخلاق»، ولكنها تقول بأنه لا بد من وجود قواعد منسجمة مع المجتمع. إلى جانب هذا، فالوحدوية الطبيعية لا تؤمن بوجود الحياة الثانية بعد الموت، ولكنها تقوم بمراسم وتعاليم اجتماعية عن الحياة والموت، كالوراثة الجينية، الاستمرار عبر الذكريات ونتيجة للأعمال، وأن المواد التي تشكل الجسد لا تخلق ولا تفنى بل يعاد تكوينها في أشكال أخرى للحياة.

## الوحدوية الطبيعية والالحاد
لأن الاله في الوحدوية الطبيعية ليس شخصيا، فيعتبرها البعض ذي طبيعة الحادية. ولكنها تختلف عن الإلحاد بالتجاوب الجمالي والعاطفي مع الطبيعة والكون، عدا عن اختلاف المعتدات الفردية. تتمسك الوحودية الطبيعية بالعلوم الحديثة، وتعتبرها قاعدة معرفية لا تختمل التأويلات الأخلاقية. 

## الأحادية المادية
ترفض الوحدوية الطبيعية كل من المثالية والثنائية، وترتكز على الواحدية المادية. وتعتقد بأن كل الظواهر تأتي عبر العمليات المادية.

## خصائص الوحدوية الطبيعية
وفقا لمنظمة الحركة الوحدوية العالمية فإن خصائص الوحدوية الطبيعية  هي: 
- توقير الطبيعة والكون ورهبتهما وروعتهما والانتماء لهما.
- احترام حقوق كل البشر والكائنات الحية الأخرى وحمايتها.
- الاحتفاء بالحياة على الأرض كمتعة وامتياز.
- الواقعية والاعتقاد بلأن العالم الخارجي مستقل عن الوعي أو الإدراك الإنساني.
- الطبيعية وعدم الاعتقاد بأي عوالم، قوى أو كائنات فوق الطبيعة أو الحياة الأخرى.
- احترام العقل، الدليل، والمنهج العلمي كأفضل الطرق لفهم الطبيعة والكون.

ويعتبر بيان الحركة الوحدوية العالمية هو أكثر البيانات توسعا واتماما عن الوحدوية الطبيعية.